# BSS彦名ラジオ送信所
BSS彦名ラジオ送信所（ビーエスエスひこなラジオそうしんじょ）は、鳥取県米子市にある山陰放送（BSSラジオ）の中波ラジオ放送送信所である。BSSラジオの親局。

## 概要
- 当送信所は、米子市彦名町三番川瀬71番地に置かれ、鳥取県西部と島根県東部に電波を発射している。
- かつては同一周波数の高知放送への電波干渉を避けるためと、隠岐島方面に強く電波を飛ばすために、北向きの指向性がかけられていたが、現在は廃止され、無指向性となっている。
- なお、テレビ本局とラジオFM補完中継局については松江・米子 テレビ・FM放送所を、米子市内にあるNHK鳥取放送局のラジオ中継局についてはNHK上後藤ラジオ中継放送所を参照。

## 送信所概要
| 放送局名    | コールサイン | 周波数  | 空中線電力 | 放送対象地域   | 放送区域内世帯数 |
| ----------- | ------------ | ------- | ---------- | -------------- | ---------------- |
| BSS山陰放送 | JOHF         | 900 kHz | 5 kW       | 鳥取県・島根県 | -                |

座標: 北緯35度26分26.0秒 東経133度17分51.0秒 / 北緯35.440556度 東経133.297500度